# Balzaminovke
Balzaminovke (neticaljke, lat. Balsaminaceae), malena biljna porodica iz reda vrjesolike, sa svega dva roda od kojih je jedan monotipski, a drugi sadrži preko 1000 vrsta. Rodu hidrocera (Hydrocera) pripada vrsta jednogodišnjeg raslinja, Hydrocera triflora, s Indijskog poluotoka, Malajskog poluotoka, Kine, Vijetnama, Tajlanda, Burme, Šri Lanke, Kambodže, Laosa, Jave, Celebesa i Singapura, gdje je introduciran.
Drugi rod je nedirak, netik ili balzamina (Impatiens), jednogodišnje ili višegodišnje zeljasto bilje kojeg karakterizira zrela čahura, koja pri najmanjem dodiru puca i katapultira sjemenke na šest do sedam metara oko sebe. Zbog toga je ova biljka i dobila zanimljiv naziv nedirak, a isto se naziva i na engleskom jeziku (touch-me-not), dok je latinsko značenje naziva impatiens "nestrpljiv".
Od svih nediraka u Hrvatskoj raste nekoliko vrsta, ali je jedina autohtona Impatiens noli-tangere, obični nedirak ili kurjača, koji prirodno raste kako po Europi, tako i u Aziji i Sjevernoj Americi. Druge vrste koje su dospjele na neki način u Hrvatsku su sitnocvjetni nedirak (Impatiens parviflora), balfourov nedirak (Impatiens balfourii) iz zapadne Himalaje, lijepi dečko, vrtna vodenka ili vrtna balzamina (Impatiens balsamina) i žljezdasti nedirak (Impatiens glandulifera)

## Opis
Balsaminaceae, je porodica nediraka, uključuje dva roda i oko 1000 vrsta mesnatih biljaka. Hydrocera, s jednom vrstom, je indo-malezijska, dok Impatiens (rod nedirak), sa svim ostalim vrstama, raste u čitavom porodičnom području, koje je uglavnom u Starom svijetu — uglavnom Africi (osobito Madagaskar) do planina Jugoistočne Azije. Balsaminaceae su prilično mesnate biljke koje imaju nazubljene listove i snažno zigomorfne ostrugaste cvjetove, s pet prašnika usko nadvijenih nad plodnicom. Ostruga je modificirani sepal, a cvijet se drži naopako. Prašnici stvaraju kapu iznad stigme i mogu ih srušiti oprašivači, obično pčele. U izdanu se izlučuje nektar, a kitnjasti cvjetovi obično imaju tri petalolika sepala i pet petala; dva para latica (petala) spojena su na svojim bazama. Prilično velike sjemenke odskoče na određenu udaljenost kada se kapsula eksplozivno odvoji, kao što se događa kada se dodirne (po čemu je i došlo ime nedirak).

## Rodovi
1. Hydrocera Blume (1 sp.)
2. Impatiens L. (1139 spp.)